# Canuleius similis
Canuleius similis är en insektsart som beskrevs av Ludwig Redtenbacher 1906. Canuleius similis ingår i släktet Canuleius och familjen Heteronemiidae. Inga underarter finns listade.